# Zwölf Stämme (Glaubensgemeinschaft)
Die Zwölf Stämme (englisch: The Twelve Tribes; früher auch The Vine Christian Community Church, Northeast Kingdom Community Church, Messianic Communities, The Community Apostolic Order genannt) ist eine Sondergemeinschaft mit christlich-rigoristischem Hintergrund. Sie wurde Anfang der 1970er Jahre in den Vereinigten Staaten von Elbert Eugene Spriggs (auch Gene Spriggs und – innerhalb der Glaubensgemeinschaft – Yoneq genannt) gegründet.
Die Zwölf Stämme sehen sich als bibeltreu und in der Tradition des Urchristentums, insbesondere der Jerusalemer Urgemeinde und der von ihr praktizierten Gütergemeinschaft. Die Medien und weite Teile der Öffentlichkeit betrachten die Glaubensgemeinschaft Zwölf Stämme als eine fundamental-christliche Sekte. Die ihr vorgeworfene Misshandlung (Züchtigung) von Kindern wurde in mehreren Gerichtsverfahren bestätigt.
Die Zwölf Stämme sind nicht mit der gleichnamigen von Vernon Carrington innerhalb der Rastafari begründeten Bewegung zu verwechseln.

## Geschichte

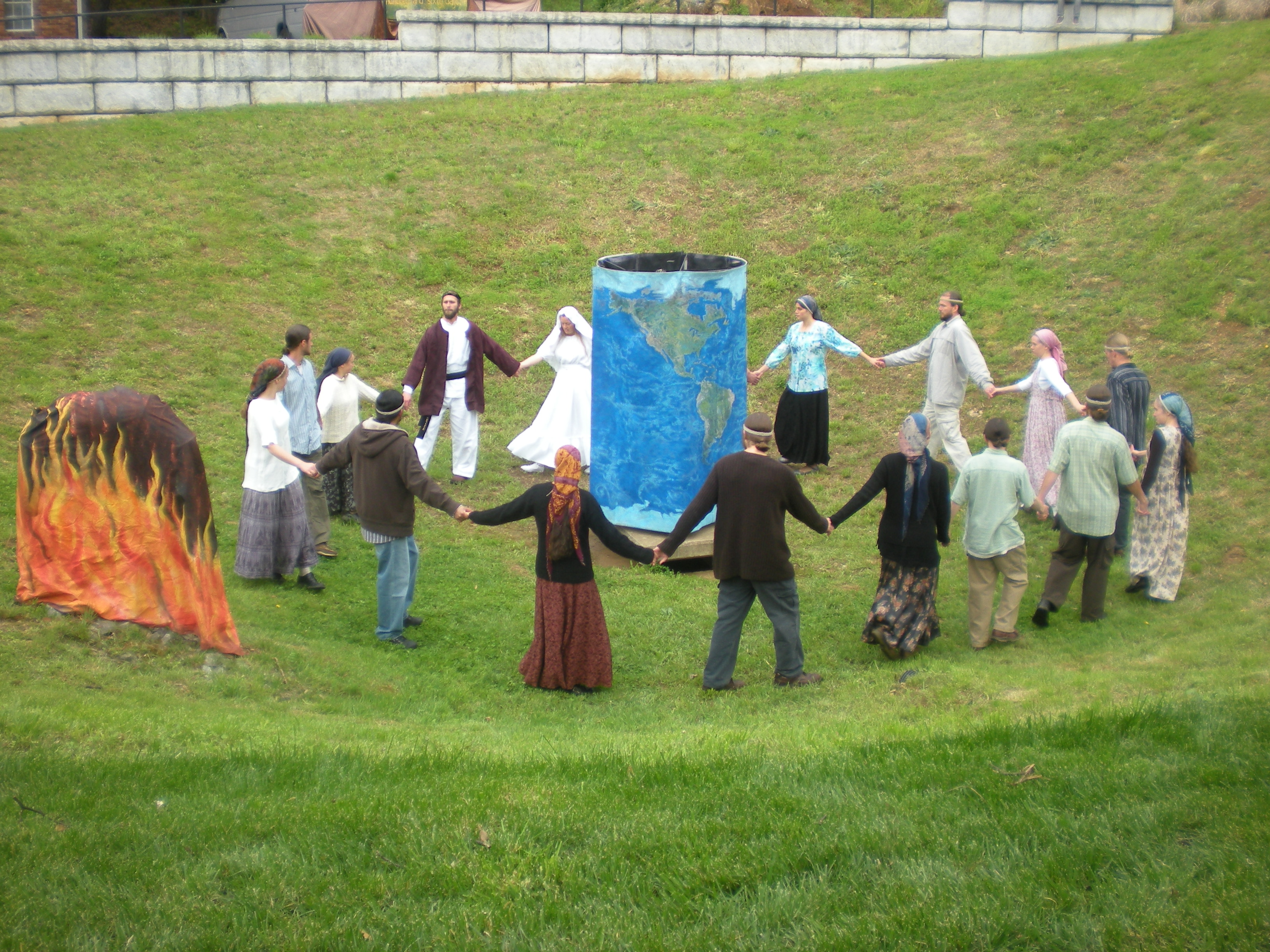
Zeremonieller Tanz bei einer Hochzeit

Als Gründer der Zwölf Stämme gilt der Amerikaner Elbert Eugene Spriggs (1937–2021), ein ehemaliger Pädagoge und Anhänger der Jesus-People-Bewegung, der in den frühen 1970er Jahren in Chattanooga (Tennessee) Jugendliche und junge Erwachsene in einer sogenannten Light Brigade um sich sammelte. Die schnell wachsende Bewegung ging in den Folgejahren immer stärker in die Isolation. Die Zusammenarbeit mit den traditionellen christlichen Kirchen Chattanoogas wurde aufgekündigt. 1978 erwarb die Light Brigade in Island Pond, einem Dorf im Neuenglandstaat Vermont, ein eigenes Domizil und nannte sich fortan Northeast Kingdom Community Church. Eine erste polizeiliche Aktion gegen die Glaubensgemeinschaft, bei der 112 Kinder in staatliche Obhut genommen wurden, erfolgte 1984. Die Anklage, die auf Kindesmisshandlung und Missbrauch lautete, wurde allerdings kurze Zeit später wegen Mangels an Beweisen aufgehoben.
In den 1980er Jahren zog Spriggs nach Südfrankreich, wo er die Communauté de Sus (auch Tabitha’s Place genannt), den europäischen Zweig der Zwölf Stämme, gründete. Waren es 1990 nur 48 Personen, die bei den Behörden als Bewohner der Communauté gemeldet waren, so waren es nach drei Jahren schon mehr als doppelt so viele. 1994 entstand in Pennigbüttel bei Osterholz-Scharmbeck die erste deutsche Gruppierung dieser Bewegung. Dort hatte eines der Mitglieder ein größeres Anwesen geerbt und der Gemeinschaft als Wohnsitz geschenkt. Da die Eltern der Pennigbütteler Gruppierung es ablehnten, ihre Kinder in einer öffentlichen Schule unterrichten zu lassen, kam es zu einem ersten Konflikt mit den deutschen Behörden. In dessen Folge wurden Bußgelder und, nachdem diese nicht bezahlt worden waren, eine zweitägige Beugehaft verhängt. Diese behördlichen Maßnahmen konnten aber den Widerstand der Gemeinschaft, die ihre Kinder nach einem Home-Schooling-Programm unterrichteten, nicht brechen.
1995 wurde von Osterholz-Scharmbeck aus mit dem Aufbau einer weiteren Gemeinschaft im baden-württembergischen Dorf Stödtlen-Oberbronnen begonnen. 1998 lebten dort sieben Familien. Auch hier kam es wegen der Schulverweigerung zu Konflikten mit den zuständigen Behörden. 1997 verstarb in der Communauté de Sus ein 19 Monate alter Junge. Er war in Stödtlen-Oberbronnen geboren worden und von Geburt an schwer herzkrank. Die deutsche Justiz erhob gegen die Eltern den Vorwurf, sie hätten dem Kind keine ausreichende medizinische Versorgung zukommen lassen, und ordnete eine Untersuchungshaft an. Nach 18 Monaten wurden die Eltern im Herbst 1998 unter strengen Auflagen entlassen.
Im Jahr 2001 übersiedelten die Gemeinschaften in Pennigbüttel und Stödtlen nach Bayern. Sitz der Gemeinschaft wurde das Gut Klosterzimmern, das sie von der Wallersteiner Fürstenfamilie erworben hatte. Von diesem Stützpunkt aus entstanden in den Folgejahren weitere Filialen in Kalbe und in Wörnitz.

## Lebensweise
Die Zwölf Stämme leben und arbeiten zusammen in Kommunen. Diese sind streng hierarchisch gegliedert. Die männlichen Mitglieder werden „Brüder“, die weiblichen „Schwestern“ genannt. Frauen sind den Männern klar untergeordnet.
Der Tagesablauf ist streng reguliert und beginnt mit einem gemeinschaftlichen Morgentreffen. Männer tragen in aller Regel Bärte und langes Haar. Dies wird biblisch und aus der Tradition des Judentums heraus begründet. Frauen tragen weite Hosen, Röcke oder Kleider. Die „Brüder“ und „Schwestern“ der Gemeinschaft müssen hart und lange arbeiten, bekommen keinen Lohn und verzichten auf persönliches Eigentum. Eine Krankenversicherung wird wie jede staatliche Sozialleistung abgelehnt.

## Gesetzeskonflikte

### Konflikt mit dem Freistaat Bayern wegen Schulpflicht
Die Kinder der Gemeinschaft sollen „unbeeinflusst von modernen Strömungen“ streng nach biblischen Grundsätzen aufwachsen. Der staatliche Schulunterricht wird unter anderem wegen des Sexualkundeunterrichts und der Vermittlung der Evolutionslehre abgelehnt. Sexualkunde wird vorwiegend aus moralisch-pädagogischen Gründen abgelehnt; die Evolutionstheorie wird als Widerspruch zur biblischen Schöpfungsaussage interpretiert und deshalb abgelehnt (siehe auch Kreationismus). Stattdessen wurden die Kinder in der Gemeinschaft selbst unterrichtet.
Damit geriet die Gruppe in Konflikt mit der staatlichen Schulpflicht. Im Winter 2003 kam es zu ersten Verfahren und Einsätzen gegen die Gruppe in Deutschland, die ihre Kinder von der Schule abgemeldet hatte. Alle Verfahren gingen jeweils mit Entscheidungen gegen den Heimunterricht aus. Es wurden Buß- und Zwangsgelder von über 130.000 Euro gegen die Glaubensgemeinschaft verhängt, jedoch nie bezahlt. Die Anfechtungsklagen wurden vom Gericht abgewiesen.
Im Oktober 2004 eskalierte dieser Streit. Nachdem die Erziehungsberechtigten wiederholt eine Aufforderung des Schulamts im Landkreis Donau-Ries ignoriert hatten, ihre Kinder in die staatliche Schule zu schicken, wurden mehrere Väter in Erzwingungshaft genommen. Es gab Versuche, den Konflikt mit den Behörden zu beseitigen. Im Gespräch mit dem bayerischen Kultusministerium wurde zum Beispiel der Besuch eines Schulpsychologen in Erwägung gezogen, um sich einen Eindruck vom Leistungsstand der Kinder zu verschaffen. Eine Zeit lang durften die Eltern der Gruppe ihre Kinder unter Aufsicht des Kultusministeriums selbst unterrichten. Im Februar 2006 wurde der Glaubensgemeinschaft unter Auflagen vom Freistaat Bayern eine eigene Schule genehmigt. Diese Genehmigung wurde 2013 widerrufen. Im Januar 2014 bestätigte das Verwaltungsgericht Augsburg in erster Instanz die Untersagung des Schulbetriebs. Gegen den Beschluss kann seitens der Zwölf Stämme noch eine Beschwerde beim Bayerischen Verwaltungsgericht eingelegt werden.
Die Süddeutsche Zeitung berichtete über rassistische Unterrichtsinhalte und massive Gewaltanwendung gegenüber Kindern. Kleinkinder wurden nach diesem Bericht so eng in Tücher gewickelt (Pucken), dass sie nicht mehr strampeln konnten; außerdem würden Kinder ab dem zweiten Lebensjahr mehrmals täglich mit einer Birkenrute geschlagen.

### Sorgerechtsentzug und Strafverfahren wegen Kindesmisshandlung
Auslöser für staatliche Eingriffe war die investigative Reportage des RTL-Reporters Wolfram Kuhnigk. Nach mehrmonatiger Recherche war es ihm gelungen, auf Video festzuhalten, wie verschiedene Mitglieder der Zwölf Stämme die Kinder mit Rohrstöcken schlugen. Am 5. September 2013 wurde den Eltern von rund 40 Kindern wegen des Verdachts auf Kindesmisshandlungen vorläufig das Sorgerecht entzogen. Die Kinder der Gemeinschaft auf dem Gut Klosterzimmern wurden aufgrund von „deutlichen körperlichen Züchtigungen und seelischen Misshandlungen“ in Pflegefamilien und Kinderheimen untergebracht, weil das zuständige Gericht das Wohl der Kinder gefährdet sah. Dabei kam es zu einem massiven Einsatz von Polizeikräften und Mitarbeitern des Jugendamtes. Auch in Wörnitz (Kreis Ansbach) wurden Kinder der Gemeinschaft in Obhut genommen. Am Tag nach der Entziehung des Sorgerechts und der Unterbringung der Kinder nahmen die Staatsanwaltschaften Augsburg und Ansbach Ermittlungen wegen Misshandlung von Schutzbefohlenen und gefährlicher Körperverletzung auf. Fünf Tage nach der Inobhutnahme der Kinder bekannte sich die Gemeinschaft auf ihrer Website zur Prügelstrafe.
Elf Kinder wurden noch am 5. September 2013 ihren Eltern zurückgegeben, da sie nicht in den Landkreisen Donau-Ries und Ansbach gemeldet waren. Sechs Mädchen und Jungen gestattete man inzwischen offiziell eine Rückkehr in ihre Familien, da aufgrund ihres Alters keine Prügelstrafe mehr befürchtet werden musste. Zwei Kinder unter 14 Jahren waren aus der staatlichen Obhut geflohen und hielten sich auf dem Gelände in Klosterzimmern versteckt. Mitte September 2013 konnte das Kind eines Ehepaars, das sich lediglich zu Besuch auf dem Anwesen der Zwölf Stämme in Wörnitz aufgehalten hatte, zu seinen Eltern zurückkehren. Zu den übrigen Kindern wurde zunächst keine Entscheidung getroffen. Gleichzeitig wurde der Gemeinschaft vorgeworfen, rund zehn schulpflichtige Kinder aus einem Gutshof in Dolchau in der Stadt Kalbe, Sachsen-Anhalt, nach Tschechien verbracht zu haben.
Im Januar 2014 löste der vom Sorgerechtsentzug betroffene Zwölf-Stämme-Anhänger Carsten Hennigfeld einen Eklat im Sozialausschuss des Bayerischen Landtags aus, indem er die Debatte wiederholt durch Zwischenrufe störte, wozu er als Zuhörer nicht berechtigt war. Nachdem ihm Abgeordnete mit der Polizei gedroht hatten, verließ Hennigfeld freiwillig den Sitzungssaal. Die Ansbacher Staatsanwaltschaft, die die Misshandlungsvorwürfe in der Wörnitzer Filiale der Glaubensgemeinschaft untersucht hatte, stellte Mitte Januar 2014 das Verfahren ein, weil die Ermittler in Wörnitz „keine konkreten Hinweise auf die Misshandlung von Schutzbefohlenen“ festgestellt hatten. Das familiengerichtliche Verfahren ging allerdings weiter. Im Januar 2014 waren von den 40 in Obhut genommenen Kindern etwa 15 Jugendliche wieder bei ihren Eltern. Ende Januar 2014 leitete die Staatsanwaltschaft Augsburg gegen den RTL-Reporter ein Ermittlungsverfahren ein. Der Vorwurf lautete auf Verletzung der Vertraulichkeit des Wortes. Später wurde das Ermittlungsverfahren eingestellt.
Am 12. März 2014 reichten Mitglieder der Glaubensgemeinschaft beim Landrat des Landkreises Donau-Ries eine Dienstaufsichtsbeschwerde ein. Sie richtete sich gegen die für den Einsatz am 5. September 2013 verantwortlichen Mitarbeiter des Jugendamts und forderte „wegen schwerwiegender Straftaten“ deren sofortige Suspendierung vom Dienst. Gleichzeitig wurde bei der Staatsanwaltschaft in Augsburg eine Strafanzeige eingereicht. Damit warfen die betroffenen Eltern der Zwölf Stämme dem Donau-Rieser Jugendamt unter anderem vor, dass bei der Inobhutnahme Kinder mitgenommen worden seien, für die keine entsprechenden Beschlüsse des Amtsgerichts vorgelegen hätten. Auch für deren amtsärztliche Untersuchung, bei der sich die Kinder entblößen mussten, habe es keine Rechtsgrundlage gegeben. Rechtswidrig sei auch eine zweite Hausdurchsuchung in Klosterzimmern gewesen. Außerdem sei dem Jugendamt eine Vernachlässigung der Aufsichtspflicht vorzuwerfen. Die Kinder der Glaubensgemeinschaft seien in den staatlichen Heimen gemobbt worden. Man hätte sie dort auch nachts eingesperrt. Auch sei sowohl in den Heimen als auch in den Pflegefamilien der briefliche Verkehr zwischen Eltern und Kindern kontrolliert und Telefongespräche mitgehört worden.
Von anfänglich 40 in Obhut genommenen Kindern befanden sich am 15. März 2014 noch 21 in staatlichen Heimen und Pflegefamilien. Ende Juli 2014 erstattete die Gemeinschaft zwei Strafanzeigen gegen den Journalisten Wolfram Kuhnigk, dem sie Beweisfälschung und vorsätzliche Falschaussage anlastete. Dies geschah im Vorfeld der Ausstrahlung weiteren einschlägigen Filmmaterials auf RTL Television am 4. August 2014. Kuhnigk wies den Vorwurf zurück und erklärte, es handle sich dabei um einen verzweifelten Versuch, von der Kindesmisshandlung abzulenken. Im Herbst 2014 wiesen die jeweiligen Staatsanwaltschaften die Strafanzeigen gegen den Reporter als unbegründet zurück.
Am 20. Januar 2015 verurteilte das Amtsgericht Nördlingen eine den Zwölf Stämmen angehörende Mutter zu einer Freiheitsstrafe von neun Monaten und zur Ableistung von 180 Stunden gemeinnütziger Arbeit wegen Körperverletzung; eine weitere Mutter aus der Gemeinschaft erhielt sechs Monate Freiheitsstrafe und 100 Stunden gemeinnütziger Arbeit. Die Freiheitsstrafen wurden in dem bisher nicht rechtskräftigen Urteil zur Bewährung ausgesetzt; die Beweisführung stützte sich auf die Filmaufnahmen. Im Mai 2015 erhielten zwei Elternpaare nach ihrer Distanzierung von den Zwölf Stämmen ihre Kinder zurück. Im Juni 2015 erstattete der Nördlinger Amtsgerichtsdirektor Helmut Beyerschlag Strafanzeige gegen Mitglieder der Zwölf Stämme, die ihn im Lauf einer Demonstration mit den Nazis im Jahr 1939 verglichen haben sollen. Am 15. Juni 2015 bestätigte das Oberlandesgericht Nürnberg den Entzug des Sorgerechts zweier Elternpaare, da weitere Gewalttaten gegen die Kinder zu befürchten seien. Im Spätsommer 2015 kündigten die Zwölf Stämme ihren Umzug nach Tschechien an. Sie besitzen mehrere Grundstücke in der Nähe von Prag; auch in Frankreich existiert eine Niederlassung.
Am 21. Juni 2016 wurde eine Lehrerin der ehemaligen eigenen Schule der Zwölf Stämme vom Landgericht Augsburg zu zwei Jahren Haft ohne Bewährung verurteilt und noch im Gerichtssaal festgenommen. Sie gab zu, ihre Schüler mit einer Rute geschlagen zu haben, unter anderem mehrmals am Tag. Es war das erste Mal, dass ein Mitglied der Zwölf Stämme zu einer Gefängnisstrafe ohne Bewährung verurteilt wurde. Das Urteil wurde am 23. Dezember 2016 rechtskräftig, nachdem das Oberlandesgericht München die Revision der Täterin verworfen hatte. Im August 2016 erhielt ein Angehöriger der Zwölf Stämme vom Landgericht Nördlingen eine siebenmonatige Bewährungsstrafe, weil er auf dem Gelände in Klosterzimmern ein Kind über längere Zeit mit einer Rute geschlagen hatte.

### Auswanderung nach Tschechien und Kindesentführung
Zu Beginn des Jahres 2017 übersiedelten die letzten Mitglieder der Gemeinschaft nach Skalná in Tschechien. Dort ist die körperliche Bestrafung von Kindern nicht ausnahmslos untersagt. Das Landratsamt Donau-Ries verlieh seiner Besorgnis hinsichtlich der betroffenen Kinder Ausdruck. Im Oktober 2021 verschwand eine Tochter von Angehörigen der Glaubensgemeinschaft aus der Obhut von Pflegeeltern. Eine bei diesen im Nachgang eingetroffene Mail deutet darauf hin, dass das Mädchen von den Angehörigen der Zwölf Stämme zu seinen leiblichen Eltern nach Tschechien entführt wurde.